# Aloe falcata
Aloe falcata Baker, es una especie de planta suculenta  perteneciente a la familia Xanthorrhoeaceae. Se distribuye por Sudáfrica.

## Descripción
Es una planta de bajo crecimiento  densa y compacta  con la roseta de hojas a menudo apuntando hacia el exterior.   Las hojas son relativamente suaves, pero los márgenes de las hojas tiene pequeñas espinas sobre ellos,  tienen un tono casi azulado.
La inflorescencia es ramificada a veces hasta con una docena de espigas de flores que se puede ver que salen de la corona. El color de la flor oscila entre el  rojo al rosado- rojo, de color amarillo muy pocas veces se han visto.
Las semillas son de color marrón, planas y rodeadas por una delgada membrana transparente que se dispersan con el viento.

## Distribución y hábitat
Aloe falcata tiene una distribución relativamente pequeña en el invierno de la zona Sur de África. Se produce en la sección noroeste del Cabo Occidental, justo al norte de Klawer, y el norte de Richtersveld en el Cabo del Norte.  Soporta el calor extremo (por encima de 40 °C), pero puede sobrevivir a temperaturas relativamente bajas (-3 °C).
La planta parece tener una gran tolerancia de los hábitats, y se encuentra en las arenas rojas del Kalahari, en laderas pedregosas secas o pisos de arena.

## Taxonomía
Aloe falcata fue descrita por Baker y publicado en  J. Linn. Soc., Bot. 18: 181, en el año (1880).
Etimología
Aloe: nombre genérico de origen muy incierto: podría ser derivado del griego άλς, άλός (als, alós), "sal" - dando άλόη, ης, ή (aloé, oés) que designaba tanto la planta como su jugo - debido a su sabor, que recuerda el agua del mar. De allí pasó al Latín ălŏē, ēs con la misma aceptación, y que, en sentido figurado, significaba también "amargo". Se ha propuesto también un origen árabe, alloeh, que significa "la sustancia amarga brillante"; pero es más probablemente de origen complejo a través del hébreo: ahal (אהל), frecuentemente citado en textos bíblicos.
faltaca: epíteto latino que signirifa "con forma de hoz".